# 13262 Ruhiyusuf
13262 Ruhiyusuf este o planetă minoră (asteroid) din centura de asteroizi. A fost descoperită pe 17 august 1998 la Magdalena Ridge Observatory⁠(d) de Lincoln Near-Earth Asteroid Research. 
Obiectul prezintă o orbită caracterizată de o semiaxă mare de 2,3767508 UAi, o excentricitate de 0,1, o înclinație de 6,32274 ° în raport cu ecliptica.